# Jundziliszki (gmina Soleczniki)
Jundziliszki (lit. Jundiliškės) − wieś na Litwie, w rejonie solecznickim, 7 km na północny zachód od Solecznik, zamieszkana przez 17 ludzi. 
W dwudziestoleciu międzywojennym w Polsce, w powiecie wileńsko-trockim województwa wileńskiego.